# أقصليس عملاق
أقصليس عملاق (الاسم العلمي:Oxalis gigantea) هي نوع من النباتات يتبع جنس الأقصليس من الفصيلة الحماضية.